# Świniary (województwo świętokrzyskie)
Świniary – wieś w Polsce położona w województwie świętokrzyskim, w powiecie buskim, w gminie Solec-Zdrój.
| SIMC    | Nazwa                 | Rodzaj    |
| ------- | --------------------- | --------- |
| 0271147 | Nowe Świniary         | część wsi |
| 0271153 | Świniary Kościelne    | część wsi |
| 0271160 | Świniary Zielenieckie | część wsi |

## Historia wsi
Świniary jako osada otwarta powstały od przełomu VIII i IX do X w. W 1326 r. wieś jest już siedzibą parafii rzymskokatolickiej której plebanem jest ks.Mikołaj. W 1827 r. miejscowość administracyjnie należała do powiatu stopnickiego województwa krakowskiego, i liczyła 38 domów i 306 mieszkańców. Obecnie liczy 351 mieszkańców, 88 posesji, w tym 76 gospodarstw rolnych.
W latach 1975–1998 miejscowość położona była w województwie kieleckim.
Urodził się tu Kazimierz Juszczyk (ur. 23 lutego 1894, zm. wiosną 1940 w Katyniu) – podporucznik rezerwy Wojska Polskiego, kawaler Krzyża Niepodległości, ofiara zbrodni katyńskiej.

## Położenie
Świniary leżą w obrębie Niecki Nidziańskiej, w jej południowej części zwanej Niecką Solecką. Wchodzą również w skład Solecko-Pacanowskiego Obszaru Chronionego Krajobrazu. Obok wsi, stanowiąc jednocześnie jej obwodnicę przebiega droga krajowa nr 79 Kraków – Sandomierz.

## Zabytki
- Drewniany kościół pw. św. Stanisława Biskupa z połowy XVII w. Drewnianą budowlę rozbudowano w kolejnym stuleciu przedłużając korpus nawowy od strony zachodniej. W 1874 r. powiększono świątynię od północy o murowaną kaplicę z przedsionkiem, a w 1902 r. wystawiono od południa przybudówkę mieszczącą zakrystię i przedsionek. Prostokątna w planie, drewniana część kościoła nakryta wspólnym dachem składa się z prostokątnej nawy i węższego, zamkniętego trójbocznie prezbiterium. Nad nawą barokowa (XVIII w.) wieżyczka sygnaturki. Od zachodu wejście poprzedza barokowa wieża, pierwotnie wolno stojąca, połączona w trakcie XVIII-wiecznej przebudowy z korpusem. Dolna jej część jest murowana, o ścianach wypełnionych podziałami ramowymi, podparta masywnymi szkarpami. Górne kondygnacje drewniane, przykryte dachem wielopołaciowym, przełamanym z małą kopułą i krzyżem w zwieńczeniu. Nakryte stropami wnętrze mieści wiele cennych elementów wyposażenia. W prezbiterium ołtarz późnobarokowy z rokokowymi ornamentami, z XVIII w. rzeźbami i barokowym krucyfiksem w scenie środkowej. Po bokach tęczy współczesne mu ołtarze – w lewym obrazy: św. Anny Samotrzeć (pocz. XVII w.), późnorenesansowy, a w scenie głównej Matka Boska z Dzieciątkiem okryta sukienką, na lustrzanym, zdobionym rombami tle (XVIII w.). W ołtarzu po prawej stronie XVIII-wieczne przedstawienie św. Stanisława w Piotrowinie. Od zachodu XVIII w. chór muzyczny wsparty na dwóch słupach. Ponadto: XVIII-wieczna ambona i kamienna chrzcielnica, cztery powstałe w tym czasie ławki (na jednej herb Prus III, na drugiej herb Łabędź i panoplia), dwa feretrony, krucyfiks oraz Stacje Męki Pańskiej. Do zabytków sztuki rokoka należą: jedna ławka i prospekt organowy. Na uwagę zasługuje barokowa rzeźba Matki Boskiej z Dzieciątkiem. Kościół wraz z ogrodzeniem zostały wpisane do rejestru zabytków nieruchomych (nr rej.: A.68/1-2 z 15.01.1957 i z 23.06.1967)[7].

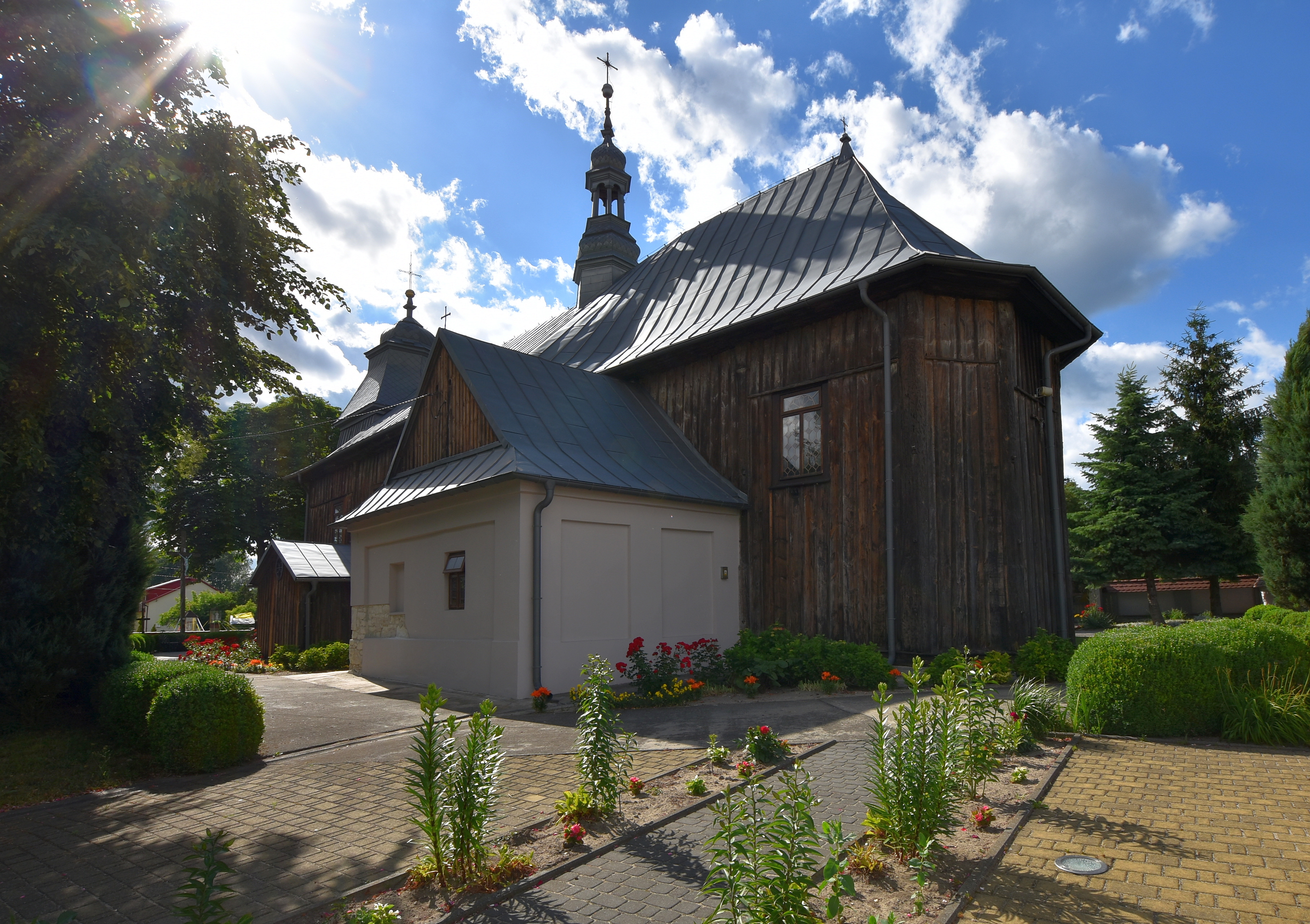
Kościół św. Stanisława, widok od strony prezbiterium
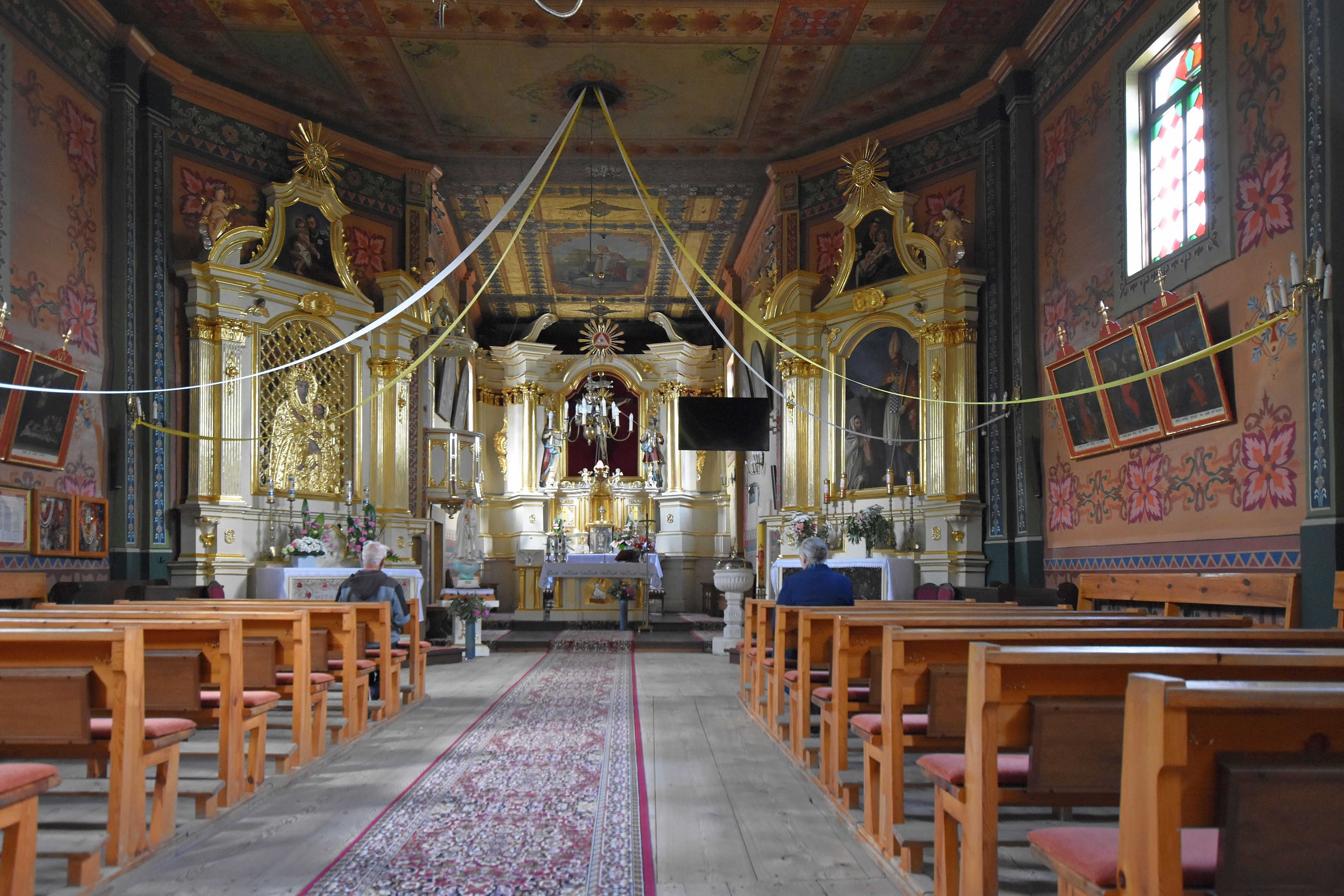
Kościół św. Stanisława, wnętrze
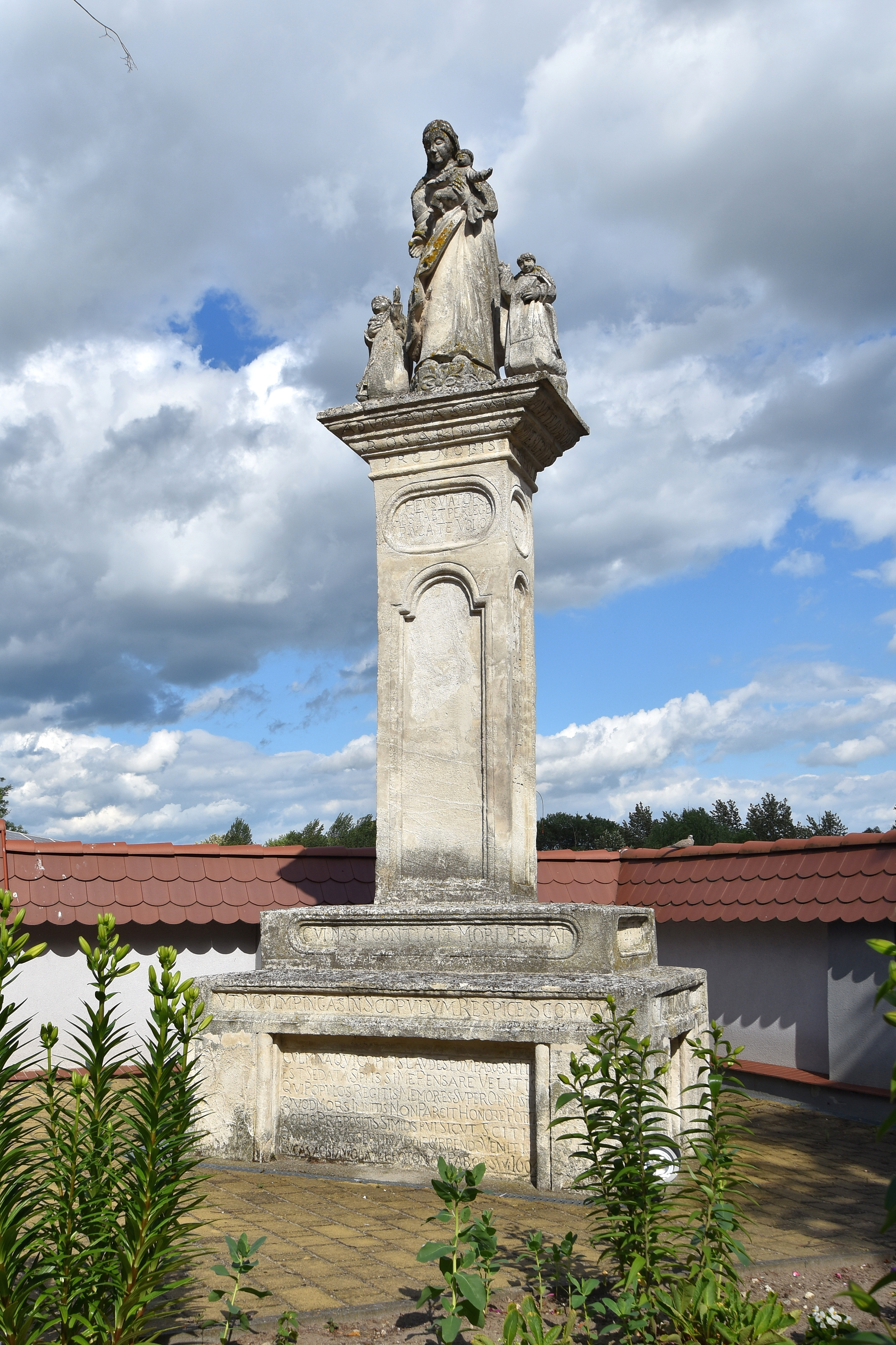
Kamienna figura z 1694

- Kamienna figura z 1694 r.., wzniesiona na południowy wschód od świątyni na pamiątkę ustanowienia Różańca. Masywny dwustopniowy postument opatrzony inskrypcjami podtrzymuje czworoboczny słup zdobiony płycinami i rytymi napisami, z głowicą w formie wydatnego, profilowanego gzymsu. Powyżej grupa rzeźb – Matka Boska z Dzieciątkiem adorowana przez św. Dominika i Katarzynę. Figura uszkodzona w czasie walk w 1945 r., odnowiona, spięta klamrami, stanowi szczególną pamiątkę.
- Cmentarz parafialny z poł. XIX w. oraz kaplica cmentarna z 1884 r. (nr rej.: A.69 z 1.06.1993)[7].